# Raid a Los Baños
Il raid a Los Baños (in filippino: Pagsalakay sa Los Baños) ebbe luogo nelle Filippine, venerdì 23 febbraio 1945, e venne eseguita da una task force comprendente paracadutisti dell'Esercito statunitense e guerriglieri filippini, che liberarono 2 147 prigionieri civili e militari alleati da un campo d'internamento giapponese. I 250 giapponesi di guarnigione al campo non riuscirono ad opporsi al raid, che venne celebrato come una delle operazioni di recupero prigionieri di maggior successo nella storia militare moderna. Fu il secondo assalto di precisione compiuto da forze statunitensi e filippine nel giro di un mese: il primo fu il raid a Cabanatuan, sempre sull'isola di Luzon, avvenuto il 30 gennaio e che portò alla liberazione di 522 uomini.

## Gli antefatti
Sin dallo sbarco a Lingayen da parte della 6ª Armata e a Nasugbu, vicino a Batangas, da parte dell'8ª Armata statunitensi, rispettivamente il 9 e il 31 gennaio 1945, con l'intento di riprendere Luzon, l'Esercito imperiale giapponese venne costantemente respinto e messo alle strette. Ben presto, filtrarono notizie al comando alleato relative a uccisioni da parte nipponica di civili innocenti e di prigionieri di guerra durante le ritirate.
Il generale Douglas MacArthur era profondamente turbato per il possibile destino di migliaia di prigionieri che erano stati internati dai giapponesi nei vari campi su Luzon, sin dai primi giorni della guerra del Pacifico. C'era molta preoccupazione che, con l'avvicinarsi del fronte ai campi di prigionia, i prigionieri potessero essere uccisi. Precedentemente, alcuni coraggiosi raid su campi di prigionia erano stati portati a termine con successo, come quello a Cabanatuan o quelli durante la battaglia di Manila, al campus universitario di Santo Tomas e alla Nuova Prigione di Bilibid.

### Il campo di internamento di Los Baños
Il campo di internamento di Los Baños, nella provincia di Laguna, era situato nell'area delle Scuole di agricoltura e silvicoltura, oggi parte dell'Università delle Filippine a Los Baños, estesa per 240 000 metri quadri, tra le pendici del monte Makiling e il lago Laguna de Bay. Il campo venne realizzato nei pressi del memoriale Baker Hall dal primo gruppo di 800 uomini condotto lì nel maggio 1943. Nel dicembre seguente, altri 200 uomini giunsero dal campo di prigionia di Santo Tomas, seguiti da ulteriori 500 nell'aprile 1944 e da 150 nel dicembre successivo.
Circondati da recinzioni di filo spinato, i prigionieri vivevano suddivisi a gruppi in capanne dal tetto di paglia e provenienti da Stati Uniti, Regno Unito, Australia, Paesi Bassi, Norvegia, Polonia, Italia e Canada. Tranne undici infermiere della Marina statunitense, agli ordini di Laura M. Cobb, e alcuni marinai, quasi tutti gli internati erano civili: uomini d'affari, insegnanti, banchieri e missionari catturati dai giapponesi.
Durante la prigionia, gli internati avevano formato un Comitato Esecutivo per accordarsi con le guardie con l'intento di ottenere un'autogestione e qualunque margine di libertà o concessioni che le autorità giapponesi avessero concesso loro. Ciò nonostante, gli internati dovettero affrontare la scarsità di razioni di cibo e di abiti, pessime condizioni abitative e sanitarie, nonché le tendenze sadistiche delle guardie.
Il primo comandante del campo, il maggiore Tanaka, era considerato dai prigionieri "ragionevolmente giusto" per come trattava gli stessi. In seguito, fu sostituito dal maggiore Urabe, anche lui ritenuto un ufficiale ragionevole. Nel luglio 1944, venne sostituito a sua volta da un terzo comandante, il maggiore T. Iwanaka, un uomo considerato crudele. "Agli internati, Iwanaka appariva afflitto da ciò che oggi sarebbe definito demenza. Egli lasciò le operazioni quotidiane a Los Baños ad un subordinato, il sottufficiale Sadaaki Konishi. Entrambi parevano inclini ad infliggere più sofferenze possibile agli internati". Ad inizio 1945, le condizioni del campo divennero infernali, con ancora meno cibo e abusi crescenti, secondo le indicazioni del sottufficiale Sadaaki Konishi.

### L'operazione
L'11ª Divisione Aviotrasportata statunitense, agli ordini del maggior generale Joseph May Swing, giunse nel sud-est Pacifico a metà 1944. Prima di prendere parte all'invasione di Leyte in ottobre, la divisione portò a termine un periodo di addestramento in Nuova Guinea. Assieme alla 503ª Squadra Reggimentale Paracadutista da Combattimento, erano l'unica unità di paracadutisti statunitensi nel teatro del Pacifico. Dopo Leyte, il 188º Reggimento di Fanteria Alianti sbarcò a Nasugbu con l'8ª Armata, il 31 gennaio, mentre il 511º Reggimento di Fanteria Paracadutista si lanciò sul pendio presso Tagaytay, il 3 febbraio.
Lo stesso giorno, il 3 febbraio 1945, Swing fu incaricato di organizzare una missione per il recupero degli internati a Los Baños, circa a 30 km al di là delle linee giapponesi. Tuttavia, con l'11ª Divisione Aviotrasportata impiegata in una serie di intensi scontri a sud di Manila e con la risoluta resistenza che i giapponesi apponevano al campo d'aviazione Nichols e al Forte William McKinley, l'impiego immediato dei paracadutisti per l'operazione di salvataggio era fuori questione. Come soluzione ad interim, Swing ordinò ai suoi subordinati di realizzare un piano che potesse essere attuato al primo momento utile, compito affidato al colonnello dell'intelligence Henry J. Muller. Di conseguenza, il 18 febbraio, la principale unità designata per portare a termine la missione, il 1º Battaglione del 511º Reggimento di Fanteria Paracadutista, agli ordini del maggiore Henry Burgess, venne trasferito dalla sua posizione sul campo di battaglia lungo la Linea Genko, un sistema fortificato di casematte interconnesse e postazioni anticarro che correva attraverso Las Piñas, a sud di Manila, e inviato a Parañaque, per riposare e riorganizzarsi.
Per il 20 febbraio 1945, le condizioni su Luzon divennero favorevoli, permettendo quindi alle unità selezionate di essere ritirati dal combattimento e informati sulla loro missione. Venne poi loro ordinato di prepararsi, poiché l'inizio del raid era pianificato per le ore 07:00 del 23 febbraio. La prima manovra di superamento delle linee giapponesi venne affidata, dal comandante del 511º Reggimento, il tenente colonnello Edward Lahti, alla Compagnia B del 1º Battaglione, agli ordini del tenente John Ringler, assieme ad un plotone, comandato del sottotenente Walter Hettinger, della Compagnia Mitragliatrice Leggera di stanza al Quartier Generale. Il 188º Reggimento di Fanteria Alianti del colonnello Robert Soule ricevette forse il compito più pericoloso: tentare di respingere un eventuale contrattacco giapponese lungo l'autostrada principale. Al bivacco nei pressi del fiume San Juan, infatti, vi erano dagli 8 000 ai 10 000 soldati nipponici dell'8ª Divisione "Tigre", comandata dal tenente generale Shizuo Yokoyama.

### Il collegamento con i guerriglieri
Gli svariati gruppi di guerriglieri filippini operanti nelle vicinità di Los Baños giocarono un ruolo fondamentale per il successo della liberazione del campo. Durante la guerra partigiana contro i giapponesi, venne formato un comando combinato di guerriglieri a partire dell'ormai defunto comando delle Forze Statunitense nell'Estremo Oriente (USAFFE), che era a capo delle forze non convenzionali delle Filippine, rinominandolo Comando Generale di Guerriglia di Luzon, agli ordini del maggiore statunitense Jay D. Vanderpool.
Sotto il Comando Generale, uno dei gruppi più attivi era quello dei guerriglieri Cacciatori ROTC (Reserve Officers Training Corp, Corpo d'Addestramento degli Ufficiali di Riserva), originariamente composto da ex-cadetti dell'Accademia Militare delle Filippine assieme proprio ad alcuni ROTC e a studenti universitari, agli ordini del colonnello Frank Quesada. Altre formazioni, inclusi i Guerriglieri del Presidente Quezon (PQOG, comandati dal colonnello Fil Avanceña), l'Unita Leone Rosso, il 48º Squadrone filippino-cinese e il gruppo di Hukbalahap di Villegas, ricevettero ordini di eseguire operazioni coordinate, legate al raid a Los Baños.

### Il piano
Molto prima dell'arrivo delle forze statunitensi nella provincia, i guerriglieri condussero operazioni d'intelligence per ottenere informazioni precise sui prigionieri a Los Baños e sulla composizione delle guardie del campo. Molti internati erano amici di lunga data delle famiglie dei partigiani già prima del conflitto. Le informazioni ottenute dal tenente colonnello filippino Gustavo Inglés, designato come coordinatore tra i guerriglieri stessi e l'11ª Divisione Aviotrasportata, furono condivise con lo staff di Swing, di cui facevano parte i colonnelli Henry Muller e Douglas Quandt, oltre ad altri pianificatori, che definirono finemente la strategia finale.
Il 12 febbraio, Freddy Zervoulakos, un diciannovenne greco-filippino, riuscì ad uscire di nascosto dal campo e prendere contatto con i guerriglieri. Venne poi spedito indietro, nel campo, con la promessa che ben presto i prigionieri sarebbero stati liberati. Una settimana dopo, un altro fuggitivo, un ingegnere civile di nome Pete Miles, diede ulteriori informazioni di valore ai pianificatori, inclusa la routine quotidiana del campo, dettagli sulla posizione delle truppe e l'esatta posizione degli internati. Queste informazioni furono fondamentali per lo staff di Swing e permise di stabilire quattro fasi del piano, che avrebbero coinciso temporalmente con il periodo in cui i carcerieri facevano il loro esercizio quotidiano, che i giapponesi eseguivano senza vestiti, equipaggiamento o armi. In questo modo i liberatori avrebbero ridotto il rischio di scontro a fuoco e i pericoli conseguenti per i prigionieri. Inoltre, due tenenti statunitensi effettuarono una ricognizione della zona di lancio dei paracadutisti assieme ad alcuni guerriglieri e ai due prigionieri fuggiti.
Il piano congiunto tra Esercito statunitense e forze guerrigliere era suddiviso come segue:
- La Fase 1 sarebbe iniziata con l'attraversamento, due notti prima del raid, delle linee giapponesi sul lago Laguna de Bay da parte di un plotone da ricognizione dell'11ª Divisione Aviotrasportata, agli ordini del tenente George Skau, assieme a venti guerriglieri filippini che sarebbero state le loro guide e usando dei banca (barche da pesca locali).[26] Alle ore 07:00 del 23 febbraio, la squadra di Skau doveva segnare con fumogeni le zone di lancio per i paracadutisti e di atterraggio per gli alianti. Nel frattempo, le altre quattro squadre del plotone di Skau, agli ordini dei sergenti Martin Squires, Terry Santos, Cliff Town e Robert Angus, avrebbero dovuto assaltare il cancello principale del campo da direzioni diverse e neutralizzare le guardie, simultaneamente all'attacco da più direzioni dei guerriglieri del 45º Reggimento Cacciatori ROTC di Inglés che, nel frattempo, avrebbero circondato il campo entro l'orario previsto.
- Nella Fase 2, la Compagnia B, 1º Battaglione, 511º Reggimento di Fanteria Paracadutista, guidata dal tenente John Ringler, con il supporto del plotone mitragliatrici del sottotenente Walter Hettinger, si sarebbe paracadutata sulle zone di lancio, riunendosi poi con l'unità di guerriglieri Hukbalahap per neutralizzare le guardie del campo rimaste e mettere al sicuro gli internati.
- Nella Fase 3, il resto del 1º Battaglione si sarebbe imbarcato su 54 veicoli d'assalto anfibi del 672º Battaglione Trattori Anfibi, comandato dal tenente colonnello Joseph W. Gibbs, alle ore 04:00 e attraversato il lago, diretti verso il Punto Mayondon, vicino San Antonio, a 3 km dal campo.[27] Una squadra di un plotone da ricognizione, agli ordini del sergente Leonard Hahn, avrebbe segnato per loro il punto dello sbarco. Da lì, avrebbero proseguito via terra fino al campo, dove sarebbero dovuti arrivare poco dopo le ore 07:00. Il loro compito era di scortare i prigionieri fino al Punto Mayondon e assicurarsi che giungessero sani e salvi al borgo di Mamatid, parte della città di Cabuyao.
- La Fase 4 avrebbe coinvolto il 188º Reggimento di Fanteria Alianti, ad esclusione del 2º Battaglione e agli ordini del colonnello Robert H. Soule, assieme alla Compagnia C del 637º Battaglione Cacciacarri e a unità del 472º e del 675º Battaglione d'Artiglieria Campale. Questo gruppo avrebbe percorso l'Autostrada 1, agendo come forza diversiva per proteggere il fianco ai prigionieri e ingaggiare battaglia con l'8ª Divisione giapponese, se fosse stato necessario.[28]

Alle altre unità di guerriglieri, come i filippino-statunitensi del gruppo Marking e il 48º Squadrone filippino-cinese, fu ordinato di stabilire dei posti di blocco lungo le strade nella cittadina di Calauan, Bay e Pila, per ritardare i rinforzi giapponesi. I Cacciatori ROTC del 47º Reggimento, del tenente colonnello Emmanuel de Campo, avrebbero fatto lo stesso nell'area di Pansol, nella municipalità di Calamba. A supporto avrebbero avuto le Compagnie A e B di obici compatti dell'11ª Divisione Aviotrasportata, di stanza a Calamba, il cui compito era bombardare la strada diretta a Los Baños. Tutte le vie d'accesso al campo di prigionia sarebbero state rese sicure. I guerriglieri PQOG informarono la popolazione locale e chiesero loro di evacuare il villaggio.

## Il raid
Con la copertura della notte, il 21 febbraio 1945, Skau e i suoi 31 uomini lasciarono la costa occidentale del lago Laguna de Bay e lo attraversarono a bordo di tre banca. Skau e sei uomini guidavano il gruppo, mentre gli altri 23 della squadra d'assalto seguivano poco dietro. Evitando le pattuglie giapponesi sul lago, sbarcarono vicino a Nanhaya, dove incontrarono i guerriglieri locali assieme ad alcuni internati fuggiti dal campo, che avevano trovato rifugio nel locale edificio scolastico. Tra questi ultimi, vi erano Freddy Zervoulakos e Benjamin Edwards, un altro giovane prigioniero, che disegnò per gli assaltatori lo schema del campo su una lavagna scolastica. Skau decise di dividere il suo gruppo in sei squadre, assegnando a ciascuna un certo numero di guerriglieri. Edwards e Zervoulakos avrebbero, a loro volta, accompagnato ognuno un gruppo. Nella notte del 22 febbraio, si spostarono attraverso la giungla e le risaie fino alle posizioni prestabilite per il raid.
Alle ore 04:00 del 23 febbraio, il 1º Battaglione del 511º Reggimento di paracadutisti salì a bordo dei 54 mezzi da sbarco anfibi e attraversò il lago, diretto al Punto Mayondon, che raggiunse senza allertare i giapponesi. Da lì, i paracadutisti iniziarono a percorrere i restanti 3 km che li separavano dal campo di prigionia, giungendo poco dopo le 07:00.
Nel frattempo, la Compagnia B del tenente Ringler era rimasto al campo d'aviazione Nichols nella notte del 22 febbraio dove, alle prime luci dell'alba, gli uomini avevano piegato i paracadute, indossato l'equipaggiamento ed erano saliti a bordo di nove C-47 del 65º Squadrone da Trasporto Truppe, agli ordini del maggiore Don Anderson. Volando senza opposizione giapponese sia aerea che da terra, raggiunsero indisturbati la loro destinazione, segnata efficacemente dai fumogeni verdi del Plotone da Ricognizione.
Contemporaneamente, le squadre d'assalto del Plotone da Ricognizione di Skau avevano messo fuori gioco i posti di guardia a nord e ovest del campo, mentre i Cacciatori ROTC identificarono ed eliminarono le altre guardie.
Alle ore 07:00 in punto, giungendo ad una quota di 150 m d'altitudine in tre formazioni a "V" da tre velivoli ciascuno, i paracadutisti di Ringler si lanciarono sopra la zona designata. La Compagnia B penetrò quindi nel campo 15-20 minuti dopo l'inizio dell'attacco, attraverso le aperture create dai ricognitori. Lo scontro a fuoco che seguì fu breve ma intenso, terminando con la sconfitta dei giapponesi e la liberazione degli internati.
I mezzi anfibi giunsero a riva in nove colonne dei sei veicoli ciascuno, dopo che granate fumogene erano state lanciate sulla spiaggia di San Antonio da parte del sergente Hahn e dei guerriglieri Marking, alle ore 06:58. Guidati da Burgess, i mezzi anfibi raggiunsero il campo di prigionia, distrussero una casamatta e sfondarono il cancello principale del campo.

## L'evacuazione

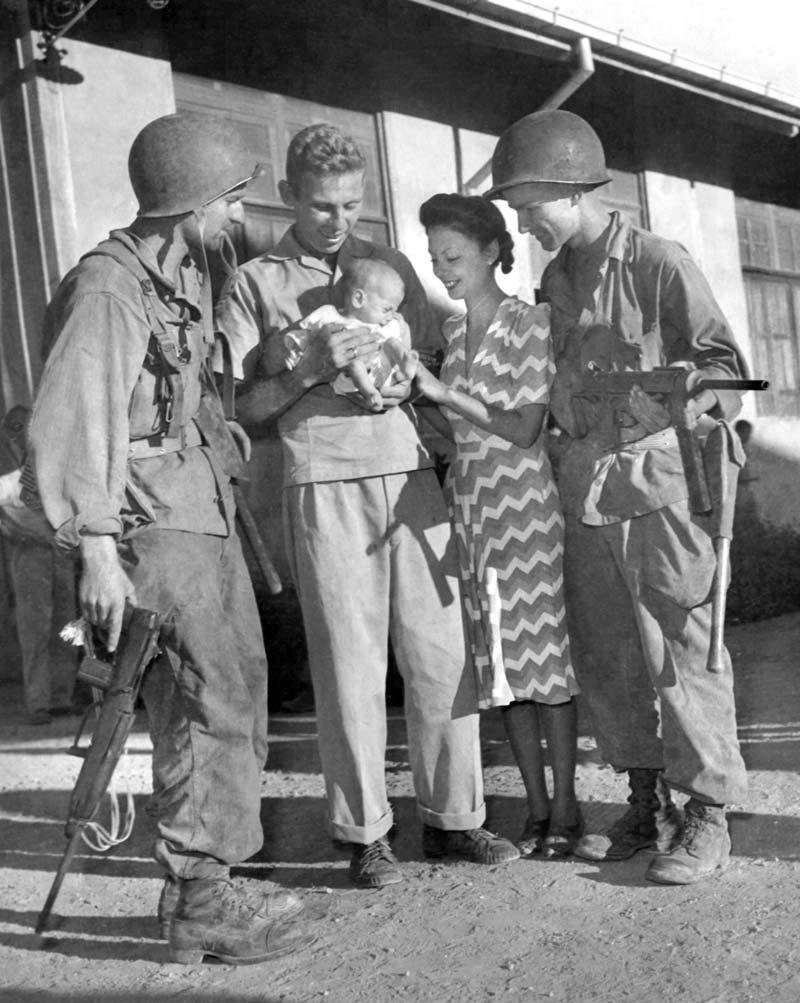
Prigionieri di Los Baños con dei paracadutisti della 11ª Divisione Aviotrasportata dopo il raid, il 23 febbraio 1945

Consapevoli del dover essere rapidi, gli uomini di Ringler radunarono gli internati il più velocemente possibile. Alcuni di loro si rifiutarono di lasciare il campo, così gli uomini di Hettlinger diedero fuoco alle capanne rimaste per incoraggiare i prigionieri a salire bordo dei mezzi. Per primi, montarono sui veicoli gli inabili, le donne e i bambini, mentre gli altri si incamminarono a piedi, incolonnati, diretti alla spiaggia e alla libertà.
A distanza, vicino sul lago, si iniziò a udire il frastuono lontano di scontri a fuoco, provenienti stavolta dalla Task Force di Soule che, sempre all'alba, aveva dato il via al diversivo. Il 188º Reggimento di Fanteria Alianti e l'unità di cacciacarri sbucò sull'Autostrada 1 e attaccò subito i giapponesi, lungo il fiume San Juan. La Task Force si scontrò con la resistenza nipponica nei pressi delle colline Lechería, dove subì delle perdite ma, a metà mattinata, aveva ormai preso il controllo dell'area e stava avanzando verso Los Baños, impedendo all'8ª Divisione giapponese di raggiungerlo. Da una posizione sopraelevata, Soule poteva vedere i veicoli da sbarco sulle spiagge inoltrarsi sulle acque del lago e dirigersi verso Mamatid, così ordinò un ripiegamento difensivo e di ristabilire la testa di ponte sul San Juan.
Infine, dopo due viaggi, l'ultimo mezzo da sbarco partì per Mamatid alle ore 15:00. Tra i prigionieri vi era pure una bambina nata da appena tre giorni, Lois Kathleen McCoy, e Frank Buckles, che sarebbe diventato l'ultimo sopravvissuto statunitense alla prima guerra mondiale e che era stato catturato come civile a Manila.

## Le conseguenze
Due uomini del Plotone da Ricognizione e quattro guerriglieri filippini rimasero feriti nelle operazioni. Due soldati del 188º Reggimento rimasero uccisi negli scontri sulle colline Lecheria. Una manciata di guardie riuscirono ad organizzare una difesa di fortuna, uccidendo due Cacciatori, i cui corpi furono successivamente recuperati e sepolti nella cappella universitaria.
I rapporti di prima mano includevano quello dell'internato Lewis Thomas Watty, vicepresidente del comitato dei prigionieri, che riportò: "Il conseguente scontro durò per molti lunghi minuti senza pausa, i nemici a difesa, colti totalmente di sorpresa, furono bloccati e fatti a pezzi senza pietà dal fuoco dei liberatori. L'esperienza dei Cacciatori, accumulata negli anni, nella guerriglia irregolare ripagò profumatamente. Ciò era vero anche per i paracadutisti, che erano veterani del Sud-Pacifico già prima di sbarcare su Luzon".
Alcuni giorni dopo il raid, i giapponesi, in piene forze, guidati dal fuggito Sadaaki Konishi, fecero ritorno a Los Baños. Vedendo che non c'erano più prigionieri nel campo, riversarono la loro rabbia nei civili rimasti nella cittadina, i quali non avevano seguito gli avvertimenti dei guerriglieri e non avevano lasciato l'abitato. Con l'aiuto della milizia filogiapponese Makapili, massacrarono 1 500 persone, bambini inclusi, e diedero alle fiamme le case, così come fecero con persone dei villaggi adiacenti sospettati di collaborazionismo con gli Alleati. Dopo la guerra, Konishi fu processato per crimini contro l'umanità e condannato a morte per impiccagione, esecuzione avvenuta nel 1949. Il maggiore Iwanaka, invece, riuscì a fuggire.

### La rilevanza storico-militare
(Generale Colin Powell)
Lo straordinario successo del raid di Los Baños incorporò molti aspetti che rivoluzionarono generazioni di future operazioni militari speciali. Attraverso pianificazione, informazioni affidabili, azioni furtive, rapidità e sorpresa, superiorità di fuoco, cooperazione tra forze alleate e supporto dato dalla popolazione, gli incursori ebbero un vantaggio che permise loro di portare a termine la missione subendo pochissime perdite.

## La commemorazione storica

### La commemorazione dell'11ª Divisione Aviotrasportata
I gruppi regionali dell'Associazione dell'11ª Divisione Aviotrasportata celebrano il raid e il salvataggio con una cena commemorativa a Los Baños circa il 23 febbraio di ogni anno. I guerriglieri filippini dei Cacciatori ROTC e di altre unità partigiane, che supportarono i paracadutisti statunitensi, celebrano anche loro la liberazione del campo di prigionia.

### Il riconoscimento del Congresso statunitense
Il 16 febbraio 2005, la Risoluzione Congiunta della Camera n.º 18 venne approvata. Essa commemorava il raid e riaffermava l'impegno della nazione per un completo conteggio dei prigionieri di guerra presenti nel campo e degli uomini rimasti dispersi nell'azione per la sua liberazione.
Throughout history, American servicemen have made a habit of putting themselves squarely in evil’s way. They have done so secure in the knowledge that if they fall into the hands of the enemy, they will not be forgotten. Indeed, every effort possible will be undertaken to bring them home. In this, the 60th anniversary of the liberation of over 2,000 prisoners from the camp at Los Baños – and at a time when our military is deployed in harm’s way far around the globe, let us recognize those individuals who sacrificed to bring their brothers and sisters home. And let’s honor the heroic actions of the past by officially reaffirming our nation’s commitment to leave no fighting man or woman in enemy hands, at any time, now or in the future.»
Nel corso della storia, i militari americani hanno preso l'abitudine di frapporsi direttamente sulla strada intrapresa dal male. Lo hanno fatto con la consapevolezza che, se fossero caduti nelle mani del nemico, non sarebbero stati dimenticati. Verrà infatti fatto ogni sforzo possibile per riportarli a casa. In questo 60º anniversario della liberazione di oltre 2 000 prigionieri dal campo di Los Baños – e in un momento in cui i nostri militari sono schierati in zone pericolose in tutto il mondo – riconosciamo quegli individui che si sono sacrificati per portare i loro fratelli e sorelle a casa. E onoriamo le azioni eroiche del passato riaffermando ufficialmente l'impegno della nostra nazione a non lasciare nessun uomo o donna combattente nelle mani del nemico, in nessun momento, ora o in futuro.»
(Intervento pronunciato in Aula dal deputato Trent Franks, promotore della risoluzione.)

### Altri testi
- (EN) Bruce Henderson, Rescue at Los Baños: The Most Daring Prison Camp Raid of World War II, New York, William Morrow, 2015, ISBN 978-0-06-232506-8.